# 里公文上
里公文上（さとくもんかみ）は岡山県津山市にある地名。郵便番号は709-4626。当地域の人口は10人（2020年1月1日現在。住民基本台帳、外国人登録台帳調査による。津山市調べ）。同調査では同市内の人が住む町・字の中で最も人口が少ない。

## 地理
旧・倭文中村の北西に位置し、北と東は里公文、南は油木北、西は美咲町北に接する。

## 歴史

### 沿革
- 1881年 - 里公文中村、里公文下村が合併、里公文村となる。
- 1889年6月1日 - 町村制施行に伴い、久米北条郡里公文上村が里公文村、油木上村、油木北村、油木下村と合併し、倭文中村となる。里公文上村は大字里公文上となる。
- 1900年4月1日 - 久米北条郡が久米南条郡と合併し、久米郡となる。
- 1940年9月1日 - 久米郡倭文東村と合併し、倭文村となる。
- 1955年1月1日 - 倭文村が大井町、久米村と合併し、久米町となる。
- 2005年2月28日　久米町が苫田郡加茂町・阿波村、勝田郡勝北町とともに津山市に編入される。

## 世帯数と人口
2021年（令和3年）1月1日現在の世帯数と人口は以下の通りである。
| 町丁     | 世帯数 | 人口 |
| -------- | ------ | ---- |
| 里公文上 | 9世帯  | 10人 |

## 小・中学校の学区
市立小・中学校に通う場合、学区は以下の通りとなる。
| 番地 | 小学校             | 中学校             |
| ---- | ------------------ | ------------------ |
| 全域 | 津山市立秀実小学校 | 津山市立久米中学校 |

## 交通

### 道路
- 国道、県道は走っていない。